# Jardín Botánico de la Facultad de Farmacia de la Universidad de Lille
El Jardín de la Facultad de Ciencias Farmaceúticas y Biológicas de la Universidad de Lille 2 (en francés: Jardin de la Faculté des Sciences Pharmaceutiques et Biologiques de l'Université de Lille 2), es un jardín botánico y arboreto de 3 hectáreas de extensión, administrado por la Facultad de Farmacia de la Université de Lille 2.
El código de identificación del Jardin de la Faculté des Sciences Pharmaceutiques et Biologiques de l'Université de Lille 2 como  miembro del "Botanic Gardens Conservation Internacional" (BGCI), así como las siglas de su herbario es LILL.

## Localización
El jardín botánico se encuentra abierto los días de la semana excepto los correspondientes con las vacaciones universitarias, se cobra una tarifa de entrada.
Este es uno de los tres jardines botánicos de Lille, los otros son el Jardin des Plantes de Lille y el Jardin botanique Nicolas Boulay en la Université Catholique de Lille.
- Promedio anual de lluvias: 650 mm
- Altitud: 20.00 m s. n. m.
- Área total bajo bristal: 120 metros

## Historia
El jardín fue establecido en 1970 cuando la facultad de farmacia se trasladó a su localización actual.
Su arboreto fue creado en 1985, y en 1999 el jardín se constituyó en miembro del Jardines botánicos de Francia y de los países francófonos

## Colecciones
Actualmente el jardín botánico alberga más de 1000 taxones, incluyendo plantas herbáceas (117 especies), gimnospermas (20 especies), árboles y arbustos, plantas ornamentales, plantas medicinales, y plantas para perfumes, distribuidas como sigue:
- Jardín sistemático (5000 m²), con 22 lechos conteniendo varios cientos de especies. Una sección está diseñada con las familias botánicas de acuerdo al sistema molecular moderno, otro según su toxicidad o según su uso en medicina, y un tercero por su ecología.
- Arboreto, con más de 80 especies; incluyendo Abies nordmannia, Acer shirasawanum, Alnus glutinosa, Betula papyrifera, Diospyros lotus, Liriodendron tulipifera, Ostrya carpinifolia, Sciadopitys verticillata, Sorbus aria, y Sequoia sempervirens, además de los arbustos Bupleurum fruticosum, Cytisus battandieri, Enkianthus campanulatus, Ficus erecta v. beescheyana, Fothergilla major, Garrya elliptica, Paederia splendens, Poncirus trifoliata, Securinega suffruticosa, Syringa afghanica, y Xanthoceras sorbifolium.
- Invernadero Tropical (120 m²) - Cinnamomum camphora, Leonotis leonurus, Ornithogalum caudatum, Plumeria rubra, Pogostemon cablin, Strelitzia reginae, etc.
- Herbario con 76500 especímenes incluyendo hongos (60,000 especímenes), angiospermas (10,000), liquenes (4,500), y Bryophyta (2000).

Otras de las plantas que se incluyen Agave, Aloe, Epipactis helleborine, Ophrys apifera, Opuntia, y Orchis militaris.